# Rivière Tavernier
Pour les articles homonymes, voir Tavernier.
La rivière Tavernier est un affluent de la rivière Mégiscane, coulant entièrement dans le canton de Tavernier, dans le territoire de Senneterre (ville), dans la municipalité régionale de comté (MRC) de La Vallée-de-l'Or, dans la région administrative de l’Abitibi-Témiscamingue, au Québec, au Canada.
La rivière Tavernier coule entièrement en zone forestière, à l'est du lac Tiblemont. La foresterie constitue la principale activité économique de ce bassin versant ; les activités récréotouristiques, en second. La surface de la rivière est habituellement gelée de la mi-décembre à la mi-avril.

## Géographie
La rivière Tavernier prend sa source à l’embouchure du lac Tavernier (longueur : 3,4 km ; largeur maximale : 1,1 km ; altitude : 339 m).
Le lac Tavernier s’alimente surtout de ruisseaux environnants notamment au sud et à l'ouest. Une zone de marais caractérise la rive sud et la rive sud-ouest du lac. Ce plan d’eau de tête est situé au :
- Nord de la ligne de partage des eaux avec le sous-bassin versant du lac Guéguen lequel est traversé par la rivière Marquis ;
- Nord-Ouest de la ligne de partage des eaux avec le sous-bassin versant de la rivière Assup laquelle coule vers le nord jusqu’à la rive sud de la rivière Mégiscane.

L’embouchure du lac Tavernier est situé dans le canton de Tavernier, soit à 14,7 km au sud du chemin de fer du Canadien National, à 28,8 km au sud-est du centre-ville de Senneterre, à 22,4 km au sud-est du lac Faillon et à 8,5 km au sud-est de la confluence de la rivière Tavernier avec la rivière Mégiscane et à 33,6 km au sud-est de la confluence de la rivière Mégiscane avec le lac Parent (Abitibi).
Les principaux bassins versants voisins de la rivière Tavernier sont :
- côté nord : rivière Mégiscane ;
- côté est : rivière Mégiscane, rivière Assup ;
- côté sud : lac Tavernier, lac Matchi-Manitou, rivière Marquis ;
- côté ouest : rivière Saint-Vincent, rivière Lepage, rivière Louvicourt.

À partir de l’embouchure du lac Tavernier, la rivière Tavernier coule sur 12,5 km vers le nord-ouest en formant de nombreux petits serpentins. Dans son cours, elle s’alimente de nombreux petits ruisseaux riverains et aucun affluent significatif. Une importante zone de marais s’étend du côté est, soit entre la rivière Tavernier et la rivière Mégiscane.
La rivière Tavernier se décharge sur la rive sud-est de la rivière Mégiscane laquelle coule en aval vers le nord-ouest, jusqu’à la rive est du lac Parent. Ce dernier lac est traversé vers le nord par la rivière Louvicourt dont le courant va se déverser sur la rive sud du lac Tiblemont. La rivière Tavernier est le dernier affluent avant la confluence de la rivière Mégiscane avec le lac Parent.
Cette confluence de la rivière Tavernier avec la rivière Mégiscane est située à 24,8 km au sud-est de la confluence de la rivière Mégiscane avec le lac Parent, à 17,5 km au nord-est du lac Guéguen, à 21,9 km au sud-est du centre-ville de Senneterre et à 6,4 km au sud-est du chemin de fer du Canadien National.

## Toponymie
Le terme Tavernier constitue un patronyme de famille d’origine française. Ce toponyme est indiqué sur une carte datée de 1929.
Le toponyme rivière Tavernier a été officialisé le 5 décembre 1968 à la Commission de toponymie du Québec, soit lors de sa création.